# Элис Гласс
Э́лис Гласс (англ. Alice Glass), урождённая Ма́ргарет О́сборн (англ. Margaret Osborn; род. 25 августа 1988 года, Торонто, Канада) — канадская певица и автор песен. Является соосновательницей и бывшим фронтменом электронной группы Crystal Castles. Во второй половине 2014 года начала сольную карьеру как Элис Гласс.

## Биография и творчество
Родилась 25 августа 1988 года в Торонто. Была воспитана в католической семье, поступила в католическую школу. В 15 лет сбежала из дома и стала жить в нелегальном сообществе хулиганов под именем Вики Вэйл (в честь одноимённого персонажа комиксов), основала женскую экспериментальную панк-группу, названную Fetus Fatale, покинула католическую школу и встретила Итана Кэта (бывшего басиста Kïll Cheerleadër). Впечатлённый её выступлением в составе Fetus Fatale, он дал ей 8 компакт-дисков с 60 инструментальными демозаписями, для 5 из которых Элис записала вокал. В декабре 2003 года дуэт музыкантов начал совместную работу над проектом, который стал называться Crystal Castles.
Первым официальным релизом Crystal Castles был их сингл 2006 года «Alice Practice». Песня была написана в соавторстве с ней и обеспечила группе их первый контракт на запись на студии Мило Кордела (из The Big Pink), называвшейся Merok Records в Лондоне. В том же 2006 году сыграли свой первый живой концерт в пабе Clinton’s Tavern и выпустили свои последующие студийные альбомы на нескольких дочерних лейблах организации Universal Music Group. Была соавтором каждой песни Crystal Castles и записала для них вокал. Диапазон её вокала разнится от пения до шепота, от выкрикивания до визга.
Известна тем, что придает большое значение живым выступлениям, вкладывая в них всю душу. В марте 2008 года сломала два ребра в автомобильной аварии и продолжала тур, отыгрывая 20-минутный сет в течение дней, сразу после аварии, несмотря на указание врачей взять 6-недельный отпуск для выздоровления. Выступление Crystal Castles было остановлено раньше запланированного на фестивале Гластонбери-2008, после того как Гласс залезла на колонку перед треком «Alice Practice» и была выхвачена толпой во время исполнения песни «Yes No». В 2011 году в течение 5 месяцев выступала на костылях, в шине которую ей наложили на лодыжку, повреждённую при падении. В 2013 году на фестивале Гластонбери Crystal Castles начали выступление с опозданием в 20 минут относительно расписания. Элис была заметно нездорова, что стало очевидным когда в начале исполнения трека «Plague» она села на сцене, обхватив голову руками. По информации журнала New Musical Express Элис пострадала от пищевого отравления, но предпочла выступать несмотря ни на что.
В октябре 2014 года Элис объявила о своём уходе из Crystal Castles по собственным «профессиональным и личным» причинам. В своём заявлении Элис отметила, что работа в составе группы подвергает опасности её стремления к «искренности, честности, и сопереживаниям к другим людям». Позже у неё возник ряд публичных несогласий с её бывшим коллегой по группе.
В июле 2015 года выпустила дебютный сингл («Stillbirth»). Этот релиз во многом был попыткой привлечь внимание к проблеме домашнего и сексуального насилия. Гласс работала вместе с организацией, выступавшей против жестокости и принуждения RAINN, с целью пожертвовать все заработанные от продаж сингла деньги на помощь жертвам домашнего насилия.
В августе 2017 года выпустила новый сингл «Without Love» на лейбле Loma Vista Recordings. Песня была написана ей при участии Джупитера Кейса, бывшего участника группы Health. Через неделю вышел первый лонгплей, названный Alice Glass.
В октябре 2017 года на своем официальном сайте обвинила сооснователя Crystal Castles Итана Кэта в сексуальном, физическом и психологическом насилии, объяснив именно этим свой уход из группы. Певица заявила, что подвергалась психологическому и физическому насилию со стороны Кэта на протяжении 10 лет. Началось это практически с момента их знакомства, когда ей было пятнадцать и продолжалось до момента ухода Элис из Crystal Castles. Итан Кэт ответил на это высказывание в тот же день, на сайте журнала Pitchfork появилось сообщение от Кэта, в котором он назвал обвинения «чистым вымыслом» и сообщил, что будет консультироваться с юристами по поводу защиты своей чести, заявив также, что у него есть множество свидетелей, готовых подтвердить, что он не применял никакого насилия в её отношении. 12 декабря 2017 года полиция Торонто подтвердила, что в данный момент осуществляется расследование в связи с обвинениями выдвинутыми в его адрес. Он подал в суд на неё, обвиняя её в клевете, но в феврале 2018 года его иск был отклонён.

## Признание
Возглавила список лучших исполнителей журнала New Musical Express в 2008 году (опередив таких мейнстримовых исполнителей, как Jay-Z) и ответила на это, раскритиковав саму идею составления этого списка. В 2011 году журнал Rolling Stone назвал Crystal Castles одной из десяти икон двадцатилетия существования фестиваля Lollapalooza (наряду с такими легендами, как Sonic Youth, Патти Смит и The Jesus and Mary Chain). Crystal Castles получили Премию Джона Пила за инновации на церемонии вручения наград New Musical Express в 2011 году. Дебютный альбом Crystal Castles был включён в список «Топ-100 величайших альбомов десятилетия» по версии журнала New Musical Express, заняв 39-ю позицию.

## Дискография

### Синглы
- «Stillbirth» (2015, выпущен без лейбла)[20]
- «Without Love» (2017, Loma Vista Recordings)[22]
- «I trusted you» (2018, Loma Vista Recordings)

### EP
- «Alice Glass» (2017, Loma Vista Recordings)[31]

### Студийные альбомы
| Название | Подробная информация об альбоме   |
| -------- | --------------------------------- |
| PREY//IV | Дата выхода: 16 февраля 2022 года |
| PREY//IV | Лейбл: Eating Glass               |
| PREY//IV | Форматы: Цифровая загрузка        |